# Équipe des Pays-Bas de football à la Coupe du monde 1974
L’équipe des Pays-Bas est finaliste de la Coupe du monde de football 1974 organisée en RFA.

## Éliminatoires
Dans le groupe 3, les Pays-Bas et la Belgique se livrent un mano a mano pour le ticket qualificatif. Ce sont finalement les Néerlandais qui terminent en tête grâce à un meilleur goal-average alors que la Belgique réussit à finir son parcours qualificatif sans encaisser le moindre but. Les deux équipes scandinaves du groupe, la Norvège et l'Islande ont perdu tous leurs matchs contre les deux premiers mais ont malgré tout joué un grand rôle dans la qualification des Pays-Bas au niveau de la différence de buts.
| Rang | Équipe   | Pts | J | G | N | P | Bp | Bc | Diff |  | Résultats (▼ dom., ► ext.) |     |     |     |     |
| ---- | -------- | --- | - | - | - | - | -- | -- | ---- |  | -------------------------- | --- | --- | --- | --- |
| 1    | Pays-Bas | 10  | 6 | 4 | 2 | 0 | 24 | 2  | +22  |  | Pays-Bas                   |     | 0-0 | 9-0 | 5-0 |
| 2    | Belgique | 10  | 6 | 4 | 2 | 0 | 12 | 0  | +12  |  | Belgique                   | 0-0 |     | 2-0 | 4-0 |
| 3    | Norvège  | 4   | 6 | 2 | 0 | 4 | 9  | 16 | -7   |  | Norvège                    | 1-2 | 0-2 |     | 4-1 |
| 4    | Islande  | 0   | 6 | 0 | 0 | 6 | 2  | 29 | -27  |  | Islande                    | 1-8 | 0-4 | 0-4 |     |

## Phase finale

### Premier tour

#### Groupe 3
L'équipe des Pays-Bas, dont une bonne partie des joueurs évolue dans le club de l'Ajax Amsterdam, vainqueur de la Coupe d'Europe des clubs champions trois fois de suite de 1971 à 1973, est particulièrement attendue. Les phénomènes Oranje, dont c'est la première participation depuis 1938, confirment les pronostics et terminent premiers et invaincus avec deux victoires contre les Uruguayens, quatrièmes au Mexique quatre ans plus tôt et les Bulgares, mais ils sont tenus en échec par les Suédois. La Suède, elle, termine deuxième avec deux nuls et une victoire contre l'Uruguay et se qualifie également.
| Rang | Équipe   | Pts | J | G | N | P | Bp | Bc | Diff |
| ---- | -------- | --- | - | - | - | - | -- | -- | ---- |
| 1    | Pays-Bas | 5   | 3 | 2 | 1 | 0 | 6  | 1  | +5   |
| 2    | Suède    | 4   | 3 | 1 | 2 | 0 | 3  | 0  | +3   |
| 3    | Bulgarie | 2   | 3 | 0 | 2 | 1 | 2  | 5  | -3   |
| 4    | Uruguay  | 1   | 3 | 0 | 1 | 2 | 1  | 6  | -5   |

| Match | Date         | Équipe 1 | Résultat | Équipe 2 |
| ----- | ------------ | -------- | -------- | -------- |
| 5     | 15 juin 1974 | Uruguay  | 0-2      | Pays-Bas |
| 6     | 15 juin 1974 | Suède    | 0-0      | Bulgarie |
| 13    | 19 juin 1974 | Pays-Bas | 0-0      | Suède    |
| 14    | 19 juin 1974 | Bulgarie | 1-1      | Uruguay  |
| 21    | 23 juin 1974 | Bulgarie | 1-4      | Pays-Bas |
| 22    | 23 juin 1974 | Suède    | 3-0      | Uruguay  |

### Deuxième tour

#### Groupe A
Les Pays-Bas remportent le groupe A et se qualifient pour la finale en battant tous leurs adversaires, notamment le Brésil en dernière journée, lors d'un match qui a fait office de véritable demi-finale.

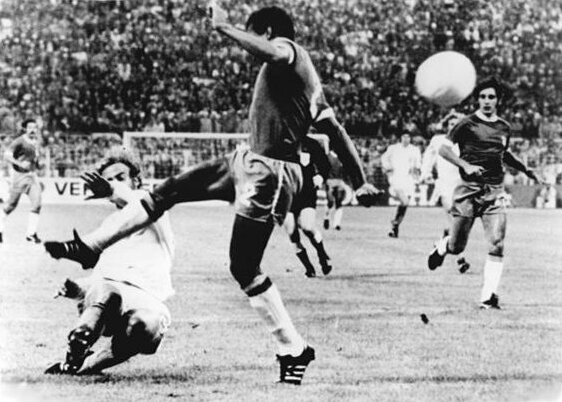
Johan Neeskens devance Luís Pereira et ouvre le score pour les Pays-Bas face au Brésil.

| Rang | Équipe             | Pts | J | G | N | P | Bp | Bc | Diff |
| ---- | ------------------ | --- | - | - | - | - | -- | -- | ---- |
| 1    | Pays-Bas           | 6   | 3 | 3 | 0 | 0 | 8  | 0  | +8   |
| 2    | Brésil             | 4   | 3 | 2 | 0 | 1 | 3  | 3  | 0    |
| 3    | Allemagne de l'Est | 1   | 3 | 0 | 1 | 2 | 1  | 4  | -3   |
| 4    | Argentine          | 1   | 3 | 0 | 1 | 2 | 2  | 7  | -5   |

| Match | Date           | Équipe 1           | Résultat | Équipe 2           |
| ----- | -------------- | ------------------ | -------- | ------------------ |
| 25    | 26 juin 1974   | Brésil             | 1-0      | Allemagne de l'Est |
| 26    | 26 juin 1974   | Pays-Bas           | 4-0      | Argentine          |
| 29    | 30 juin 1974   | Allemagne de l'Est | 0-2      | Pays-Bas           |
| 30    | 30 juin 1974   | Argentine          | 1-2      | Brésil             |
| 33    | 3 juillet 1974 | Argentine          | 1-1      | Allemagne de l'Est |
| 34    | 3 juillet 1974 | Pays-Bas           | 2-0      | Brésil             |

### Finale

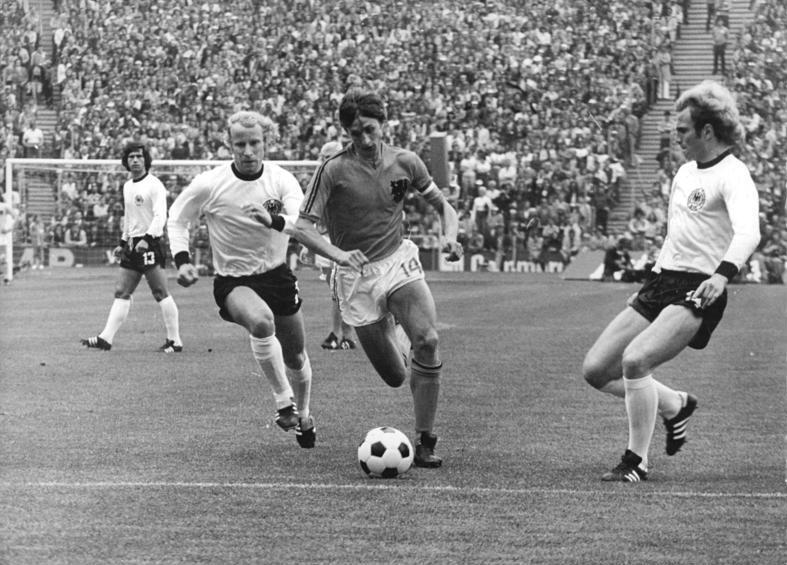
Uli Hoeneß commet une faute sur Johan Cruijff à la 1re minute de jeu.

La finale de la Coupe du monde oppose au stade olympique de Munich les Pays-Bas au pays organisateur la RFA, vainqueurs respectif des groupes A et B au deuxième tour. Malgré le fait que l'Allemagne soit championne d'Europe en titre et joue à domicile, l'équipe néerlandaise est donnée favorite par un certain nombre de spécialistes.

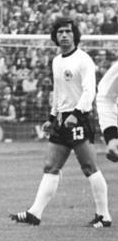
Gerd Müller lors de la finale

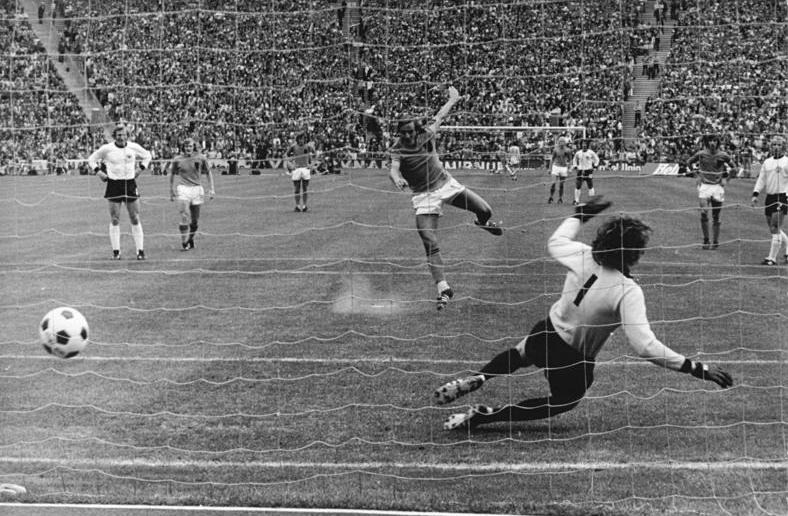
Le penalty est transformé par Johan Neeskens.

Au coup d'envoi du match, les Néerlandais monopolisent le ballon puis Johan Cruijff s'engage dans la défense allemande. Il se défait du défenseur Berti Vogts mais est arrêté par une faute du milieu de terrain Uli Hoeneß à la limite de la surface de réparation. L'arbitre anglais John Taylor siffle penalty au bénéfice des Pays-Bas alors qu'aucun Allemand n'a encore touché le ballon : Johan Neeskens tire le penalty et trompe Sepp Maier. Les Pays-Bas ralentissent alors le rythme et se contentent de gérer leur avantage, ce qui permet aux Allemands de se remettre de leur début de rencontre mal négocié.
À la 26e minute de jeu, l'ailier gauche allemand Bernd Hölzenbein dribble trois adversaires dans la surface de réparation mais le troisième, Wim Jansen, le tacle irrégulièrement. Les Allemands obtiennent un penalty, qui est transformé par le défenseur Paul Breitner. Après cette égalisation, l'équipe allemande domine la rencontre et se procure de bonnes occasions de but par Franz Beckenbauer sur coup franc ainsi que par Berti Vogts et Jürgen Grabowski. Le néerlandais Johnny Rep échoue seul devant le gardien Sepp Maier à la 37e minute. Peu avant la mi-temps, un centre de la droite de Rainer Bonhof arrive dans le dos de Gerd Müller, marqué par deux défenseurs. Müller se retourne vers la balle, la fait ricocher sur son pied gauche, se retourne vers le but et trompe le gardien néerlandais Jan Jongbloed pour donner l'avantage au score 2-1 à l'Allemagne de l'Ouest,.
| Titulaires : |  |
| |  |
| Sepp Maier Berti Vogts Franz Beckenbauer Hans-Georg Schwarzenbeck Paul Breitner Uli Hoeneß Rainer Bonhof Wolfgang Overath Jürgen Grabowski Gerd Müller Bernd Hölzenbein |  |
| Entraîneur : |  |
| Helmut Schön |  |

| Titulaires : |  |
| |  |
| Jan Jongbloed · Wim Suurbier · Ruud Krol · Arie Haan · Wim Rijsbergen 69e · Wim Jansen · Johan Neeskens · Wim van Hanegem · Johan Cruijff · Johnny Rep · Robert Rensenbrink 46e · |  |
| Remplaçants : |  |
| René van de Kerkhof 46e · Theo de Jong 69e · |  |
| Entraîneur : |  |
| Rinus Michels |  |

| Titulaires : |  |
| |  |
| Sepp Maier Berti Vogts Franz Beckenbauer Hans-Georg Schwarzenbeck Paul Breitner Uli Hoeneß Rainer Bonhof Wolfgang Overath Jürgen Grabowski Gerd Müller Bernd Hölzenbein |  |
| Entraîneur : |  |
| Helmut Schön |  |

| Titulaires : |  |
| |  |
| Jan Jongbloed · Wim Suurbier · Ruud Krol · Arie Haan · Wim Rijsbergen 69e · Wim Jansen · Johan Neeskens · Wim van Hanegem · Johan Cruijff · Johnny Rep · Robert Rensenbrink 46e · |  |
| Remplaçants : |  |
| René van de Kerkhof 46e · Theo de Jong 69e · |  |
| Entraîneur : |  |
| Rinus Michels |  |

## L'équipe
L'équipe des Pays-Bas s'appuyait notamment sur Johan Cruyff, le triple Ballon d'or, et sur Johan Neeskens.